# 金泳鎮
金 泳鎮（キム・ヨンジン、1947年12月28日〈陰暦1947年11月17日〉 - ）は、大韓民国の最大野党である民主党所属の政治家。元農林部長官（在職:2003年）、第13・14・15・16・18代国会議員（在職:1988年 - 2004年、2008年 - 2012年）。全羅南道康津郡出身。本貫は道康金氏。キリスト教徒。

## 議員としての活動
長老派教会の信者として韓国国会内で朝餐祈祷会を始めるなど、キリスト教議員としての活躍が目立つ。日韓キリスト教議員連盟の提唱者・韓国側設立者であり、現在も韓国側代表として、小泉首相（当時）の靖国神社参拝への抗議などの活動を行っている。

### ウルグアイ・ラウンドへの抗議行動
1993年12月のウルグアイ・ラウンドで、韓国国内ではアメリカなど諸外国の安価な農産物が大量に流入した場合の国内産業衰退への危機感が嵩じ、農産物輸入自由化反対の世論が隆起していた。
金泳鎮はこの世論を酌み、韓国国会農林海洋水産委員会の議員たちとともに全員が頭を丸刈りにしてスイス・ジュネーヴに飛び、EC公館正門前において座り込み、ハンガー・ストライキを実施した。しかし、事前にスイス政府やジュネーヴ公安当局に届け出ていなかったため職務質問を受け、不穏な言動と坊主頭からテロリストだと判断され、ジュネーヴ警察に逮捕された。
取調べで国会議員であることが判明し、釈放された。

### 教科書問題への抗議行動とその余波

#### 行動の経緯
2001年4月、日本の新しい歴史教科書をつくる会編集による扶桑社発行の中学歴史教科書が文部科学省の検定に合格したことに対して、中韓両国において抗議の世論が隆起した。金泳鎮は、自国世論を酌んだ抗議の意を日本の政界に伝えて日本政府レベルの「反省」を促すため、4月10日、日韓キリスト教議員連盟の韓国側メンバー3名を伴い来日した。
来日後、日本政府・日本国会の要人と会談して抗議文（下記外部リンク参照）を手交し抗議したものの、はかばかしい反応がないことに憤激した金泳鎮は帰国日程を延期し、4月11日に国会議事堂正門前、4月12日以降は議員会館前においてハンガー・ストライキを実施、4月16日にドクターストップによる制止を受けるまで座り込みを継続した。日本側からは日本キリスト教協議会・在日韓国・朝鮮人のキリスト教団体や市民団体などが彼の行動に賛同し、多くの信者らが座り込みに同行した。この間、与野党の数十人の国会議員が、激励に訪れたり、ハンガー・ストライキ中止の説得を試みている。
ハンガー・ストライキの終了後、医師の診察を受け 4月17日に帰国した。

#### 「日本は反省しる！」事件
ハンガー・ストライキ初日に、国会議事堂正門前において、金泳鎮本人が単独で座り込み抗議を行う一人デモの場面を撮影した写真が、翌4月12日の韓国の全国紙東亜日報の日本語版ニュースサイトに掲載されたが、その右手には「日本は反省しる！」と記されたプラカードが握られていた。
- そもそも、プラカードの作成者が「ろ」と「る」を判別できなかった。
- 金泳鎮自身も誤字に気づかなかったか、気づいていても訂正できる余裕がなかった。
- ハンスト自体が、事前に充分準備されたものでなく急遽行われたものであったため、日本語母語話者の支援者が、プラカードを修正する機会がなかった。
- 報道した新聞社も、重大な問題に真剣に抗議する人物が、誤字のあるプラカードを掲げている姿を配信することの問題性に気づいていなかった。

等々の悪条件が重なったことにより、金泳鎮の真剣な抗議行動は、この写真たった1枚のために、日本語話者のインターネットユーザたちの間で、笑いの種になってしまった。ハンガーストライキ2日目以降、多数の日本側賛同者が座り込みに同道した時点の写真では、誤りのない日本語による抗議の横断幕が張られており、くだんの「反省しる」のプラカードは掲出されていない。
この報道写真が、匿名掲示板2ちゃんねるを中心に話題となり、「〜しる」（あるいは更に漢字変換して「〜汁」）は、2ちゃんねる用語として、日韓関係のネタ（「謝罪と賠償を要求しるニダ」が好例）はおろか、別段日韓関係に関係ない文脈においても好んで用いられるようになった。この経緯から、2ちゃんねるや一部の個人サイトにおいて、金泳鎮はしばしば「反省汁おじさん」・「汁おじさん」等と呼ばれる事となった。
通常、非母語話者による言い間違いや誤植は『よくある事』として母語話者からあっさり受け流されることがほとんどだが、注目された場面やシリアスな状況における突拍子もない言い間違いは、母語話者に強力な印象を与えることが多く、大きな笑いぐさとなった後に、言い回しの「ネタ」として広く流布する傾向を持つ。しかも金泳鎭の場合は、韓国の大物議員がわざわざ抗議行動のために訪日し、健康への悪影響を省みず悲痛な表情でハンガーストライキを行って注目される中、いきなり「〜しる」を出したことが決定打となった。
その後「〜しる」は、2ちゃんねる系列を超えてインターネット上の日本語話者の間に拡散し、現在では「日本は反省しる！」事件を知らない世代にまで、くだけた命令形用言として使用されるケースが散見される。

### 農林部長官職とセマングム問題
2003年2月の盧武鉉政権発足に伴い、金泳鎮は農林部長官（日本の農林水産大臣に相当）に任命された。当時、金大中政権時代に大規模公共事業として始動した全羅北道黄海岸のセマングム干拓事業について、大規模な干潟工事による環境破壊が憂慮され環境保護団体等からの反対意見が、また公共事業による地域利益偏重批判から全羅道以外の政治家等からの反対意見が高まっていたが、地元全羅道選出議員であり主管部である農林部の長官であった金泳鎮は、その立場上 同事業の継続方針を繰返し表明した。しかし、同僚の韓明淑環境部長官、崔洛正海洋水産部長官らが、宗教者・環境保護団体・被害漁民等の反対派による抗議行動を激励するなど、事業継続方針の閣内不統一が顕在化していた。
同年7月、ソウルの行政法院（韓国における行政訴訟第一審裁判所）において、セマングム干拓事業の暫定中止仮処分決定が下されると、金泳鎮は、事業反対派の主張のみを大幅に採用した同仮処分決定によって既に膨大な国費を投入した同干拓事業が停止されることを不服として、盧武鉉大統領に農林部長官職の辞表を提出し、最終的に受理された。
この経緯により、金泳鎮は環境保護団体等のセマングム干拓事業反対派から落選運動実施対象者に選定されるなど批判を浴び、その影響は少なからず2004年4月15日の総選挙において落選した。
なお、金泳鎮辞職の原因となったセマングム干拓事業中止の仮処分決定は、その後高等法院、最高法院とも棄却され、同事業は継続の上2006年にセマングムを外海と遮断する防潮堤工事が完成、その後は堤内の陸化工事が進められている。
2008年4月の総選挙では、統合民主党の公薦で光州市西区乙より出馬し、得票率72.52%で相手候補に大差をつけて4年ぶりに返り咲きを果たした。在任中には光州事件の記録物のユネスコ世界記憶遺産への登録を主導した。その後、2011年12月に民主統合党が発足するとこれに参加したが、2012年4月に予定されている総選挙の公薦は得られなかった。そのため、一時は無所属出馬も模索したが、最終的に不出馬を表明した。

## 経歴
生年月日：1947年11月17日（陰暦）
学歴　
- 1982年：全南大学校の行政大学院を修了
- 1990年：高麗大学校の自然資源大学院を修了
- 1998年：ウクライナ国立農業大学、名誉農学博士
- 1999年：米国ルイジアナバプスト大学、名誉政治学博士
- 2002年：朝鮮大学校、名誉経済学博士（兼任教授）

活動歴
- 1970 - 1980年：農協で勤務
- 1971年：民主守護国民協議会、康津局の事務局長
- 1978年：キリスト教青年全南連合会長（維新撤廃　光州YWCA事件で投獄）
- 1980-1988年：新協運動全開(光州　5.18第2周期追慕礼拝事件で投獄）
- 1985年：光州5.18復職・復権推進委員会事務局長
- 1987年：
  - 平和民主党の立党発起人・KNCC光州人権委員会総務
  - 民主争取国民本部の全南本部常任共同議長
- 1988年：13代国会議員（平和民主党→民主党、康津・莞島選挙区）
  - 光州5.18聴聞会　現証小委員会の委員長
- 1992年：第14代国会議員（民主党→新政治国民会議、康津・莞島選挙区）
  - 海外参戦戦友会　副会長
- 1996年：第15代国会議員（新政治国民会議→新千年民主党、康津・莞島選挙区）
  - 国会、韓国・ウクライナ議員親善協会の会長
- 1998年
  - 国会朝餐祈りの会　会長
  - 国家経営戦略委員会　委員長
- 2000年：第16代国会議員（新千年民主党、全國區）
  - 国会農林海洋水産委員長
- 2003年
  - 第52代農林部長官
  - セマングム親環境汎国民推進委員会常任代表、民族農漁業研究所の理事長
  - 世界キリスト議員連盟（WCPA）の初代会長
- 2004年：4月の総選挙で落選
- 2007年
  - 韓国・アフリカ親善協会　会長（現在）
  - 国際愛の財団　創立代表　会長（現在）
  - 韓日キリスト議員連盟　代表会長（現在）
  - (私）大韓民国　国家朝餐祈りの会　会長（現在）
  - 世界韓国人交流協力機構(W-KICA)創設者　常任代表（現在）
- 2008年：18代国会議員（民主党→民主統合党、光州広域市西区乙）
  - 国会　教育科学技術委員
  - ユネスコ　アジア・太平洋教育議員連盟　初代副議長
  - 民主党党務委員
  - 国会「農漁業再生委員の会」共同代表

注：“金泳鎮プロフィール”（2009年11月30日閲覧）を元に作成